# Fiorucci (azienda)

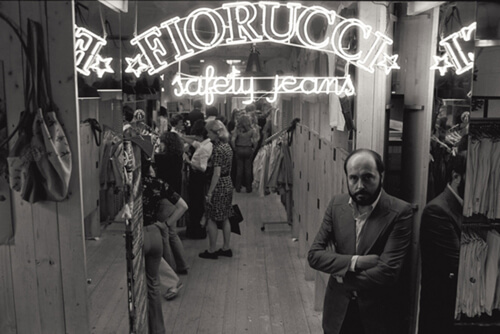
Elio Fiorucci nel suo negozio a piazza San Babila, Milano, 1974

Keith Haring nel negozio Fiorucci di Milano da lui allestito, 1983

Fiorucci è un'azienda di abbigliamento alla moda italiana, fondata a Milano da Elio Fiorucci il 31 maggio 1967, data di inaugurazione del primo negozio a Milano nella Galleria Passarella, realizzato sul progetto dell'allestimento di Amalia Del Ponte.
La sede degli uffici dell'azienda era San Donato Milanese, alle porte del capoluogo lombardo. Il marchio ufficiale di Fiorucci era costituito dai volti di due angioletti.

## Storia
Poco dopo l'apertura il marchio conosce una vera e propria esplosione, grazie anche alle star del jetset americano e ai grandi nomi della pop art come Andy Warhol, e grandi icone di stile come Bianca Jagger, che fin da subito indossano i capi Fiorucci nelle più grandi occasioni mondane. Inizialmente le boutique Fiorucci erano un ritrovo di artisti e visionari, dei veri e propri concept store che oltre ai capi raccoglievano pezzi d'arte e di design. Il suo concept store di New York è stato addirittura definito lo Studio 54 diurno. Lo stile del brand italiano si rifà fin da subito alle arti visive, proponendo colori accesi, stampe irriverenti e l'utilizzo di tessuti alternativi, come per gli aderentissimi Buffalo, utilizzati da Madonna quando era ancora una promessa esordiente. I negozi Fiorucci erano veri e propri luoghi di cultura alternativa, nei quali avvenivano spesso performance, mostre e happening, talvolta trasformandosi in veri e propri set. Anche le campagne pubblicitarie erano progettate per rompere gli schemi, giudicate spesso scandalose dall'opinione pubblica e di grande impatto. Ad esempio nel 1983 l'artista Keith Haring dipinse tutte le pareti del negozio Fiorucci. Elio Fiorucci non è mai stato però un attento imprenditore e non ha mai curato troppo l'aspetto finanziario, quindi dopo la grande espansione avvenuta tra gli anni settanta e ottanta, in cui vennero aperti altri negozi in molte metropoli del mondo (tra cui New York e Parigi) l'azienda si trovò in forti difficoltà finanziarie tanto da essere ammessa al concordato preventivo dal Tribunale fallimentare di Milano. Venne rilevata prima nel 1989 dai fratelli Tacchella di Carrera Jeans e poi nel 1990 dalla Edwin International, società giapponese di abbigliamento con 8 marchi di proprietà e 6 in licenza (tra cui Lee, Wrangler e Avirex), che lascia a Milano soltanto il centro design. Elio Fiorucci continuò a curare la linea, realizzando negli anni successivi per il marchio nuove magliette con il progetto T-Art, dal tema fiabesco, e Love Therapy, aggiungendo al tema dei classici "angioletti" quello nuovo dei "nanetti".
Nel 2003 Elio Fiorucci chiude il negozio di San Babila a Milano e riapre un nuovo spazio di circa 1 000 metri quadrati nelle dirette vicinanze di corso Europa, con l'intenzione di far rivivere ancora l'atmosfera del vecchio negozio: lo stile e l'essenza del nuovo store è in perfetta simbiosi con lo spirito Fiorucci, e già si preannuncia il prossimo rilancio di nuovi prodotti sulla scia di quel famoso "Fioruccismo" che dai lontani anni settanta era stato precursore di una creatività senza pregiudizi. Dal 2004 l'azienda si allarga in Asia con l'apertura di un flagship store a Tokyo, tredici negozi tra Hong Kong e Macao, due a Pechino, dieci in Corea.
Nel 2014, i giapponesi della Edwin International cedono il marchio Fiorucci ad un'altra società giapponese, la Itochu Corporation, la sede operativa di Design rimane sempre Milano e la prima boutique rimane sempre il cuore pulsante del brand.
Nel 2015, Fiorucci, uno degli ultimi marchi storici rimasti con un riconoscimento globale e una storia di vendita al dettaglio in Europa, Stati Uniti ed Estremo Oriente, è acquisito a cinque mesi dalla scomparsa dello stilista dall'inglese Janie Schaeffer, ex responsabile di Victoria's Secret dal 2008 al 2012 e fondatrice insieme all'ex marito Stephen Schaffer del brand di intimo Knickerbox. Il marchio è rilanciato nell'estate del 2017 con un nuovo sito web di Fiorucci e un flagship store a tre piani aperto in settembre a Brewer Street, a Soho, durante la London Fashion Week.  Il mese successivo Rizzoli pubblica un libro per il 50º anniversario del marchio, intitolato semplicemente Fiorucci.  Gli Schaffer prevedono di aprire nel 2018 un secondo negozio a New York, seguito da uno a Milano.
Elio Fiorucci, che nonostante i cambi di proprietà è sempre stato a capo della direzione creativa del marchio, muore nel 2015 a 80 anni nella sua casa di Milano. Dopo la sua morte sono state molte le dichiarazioni di ammirazione verso lo stilista, dai politici Matteo Renzi e Giuliano Pisapia, fino al mondo dello spettacolo internazionale. Anche Expo 2015 ha voluto dedicargli un pensiero per sottolineare l'impegno di Fiorucci in favore dell'Esposizione Universale di Milano, e ha pubblicato un'intervista speciale da lui rilasciata.